# Alan Ball (1945–2007)
James Alan Ball (ur. 12 maja 1945 w Farnworth, zm. 25 kwietnia 2007 w Warsash) – angielski piłkarz, pomocnik oraz trener. Mistrz świata z roku 1966.
Jego ojciec, także Alan, był znanym piłkarzem i trenerem. W czasach juniorskich Alan Ball jr. grał w Boltonie i Blackpool F.C. W dorosłej piłce debiutował w Blackpool w 1962, gdzie grał do 1966, kiedy został piłkarzem Evertonu. Z The Toffees zdobył tytuł mistrza Anglii w 1970, rok później przeszedł do Arsenalu. W 1976 odszedł do Southampton F.C. Na boisku pojawiał się do czterdziestki, grał w klubach amerykańskich oraz lidze Hongkongu.
W reprezentacji Anglii debiutował 9 maja 1965 w meczu z Jugosławią. Był najmłodszym członkiem kadry na zwycięskie dla Anglii MŚ 66. W 1968 mógł świętować zdobycie brązowego medalu mistrzostw Europy. W 1970 wystąpił w swoich drugich finałach MŚ, Anglia odpadła jednak w ćwierćfinale. Mimo niepowodzenia w MŚ 70 Ball nadal miał pewne miejsce w kadrze. Znacząco przyczynił się do porażki Anglików w Chorzowie (0:2) w eliminacjach MŚ 74 – otrzymał w tym spotkaniu czerwoną kartkę. Reprezentacyjną karierę kończył w 1975, w kilku meczach pełnił funkcję kapitana zespołu. Łącznie w reprezentacji rozegrał 72 spotkania i strzelił 8 bramek.
Po zakończeniu kariery piłkarskiej pracował jako trener. Prowadził m.in. Southampton, Manchester City oraz Portsmouth. Zmarł na zawał serca, w wieku 61 lat.